# Cajetan von Textor
Cajetan von Textor (Markt Schwaben, 28 dicembre 1782 – Würzburg, 7 agosto 1860) è stato un chirurgo tedesco.

## Biografia
Dal 1804 al 1808 studiò all'Università di Landshut, dove fu allievo di Philipp Franz von Walther (1782-1849). Trascorse i suoi successivi anni in un lungo viaggio educativo in tutta Europa, dove studiò con Alexis Boyer (1757-1833) a Parigi, Antonio Scarpa (1752-1832) a Pavia e Georg Joseph Beer (1763-1821) a Vienna. Successivamente fu secondo medico presso l'ospedale generale di Monaco.
Nel 1816 fu nominato professore di chirurgia e Oberwundarzt nel Juliusspital presso l'Università di Würzburg. Nel 1832 fu licenziato a Würzburg e bandito dalla scuola di chirurgia di Landshut a causa del sospetto legame politico con la Rivoluzione di luglio e con il Festival di Hambach. Nel 1834 fu reintegrato a Würzburg, dove rimase per il resto della sua carriera. Uno dei suoi studenti più noti era Bernhard Heine (1800-1846), inventore dell'osteotomo.